# Samuel Gardner Drake
Samuel Gardner Drake, född den 11 oktober 1798 i Pittsfield, New Hampshire, död den 14 juni 1875 i Boston, var en amerikansk skriftställare. Han var far till journalisten Samuel Adams Drake och historikern Francis Samuel Drake.
Drake grundade 1828 ett antikvariat i sistnämnda stad.